# Vida Ortgies
Davida «Vida» Maria Ortgies (* 23. Mai 1858 in Zürich; † 24. Juni 1955 in Küsnacht) war eine Schweizer Landschaftsmalerin.

## Leben
Vida Ortgies war die Tochter des aus Bremen gebürtigen Botanikers Eduard Ortgies und der Schwester des Landschafts- und Tiermalers Eduard Ortgies. Sie studierte unter Julius Stadler am Eidgenössischen Polytechnikum in Zürich und war Schülerin der Maler Wilhelm Ludwig Lehmann und Hermann Gattiker. Ihre Werke waren auf Turnusausstellungen des Schweizer Kunstvereins und Lokalausstellungen im Künstlerhaus zu sehen.